# إدوارد تار
إدوارد تار (بالإنجليزية: Edward Tarr)‏ هو موسيقي وأستاذ جامعي أمريكي، ولد في 15 يونيو 1936 في نورويتش في الولايات المتحدة.

## وصلات خارجية
- إدوارد تار على موقع ميوزك برينز (الإنجليزية)
- إدوارد تار على موقع أول ميوزيك (الإنجليزية)
- إدوارد تار على موقع ديسكوغز (الإنجليزية)